# Sébastien Pauchon
 (mai 2017).
Si vous disposez d'ouvrages ou d'articles de référence ou si vous connaissez des sites web de qualité traitant du thème abordé ici, merci de compléter l'article en donnant les références utiles à sa vérifiabilité et en les liant à la section « Notes et références ».
Pour les articles homonymes, voir Pauchon.
Sébastien Pauchon, né le 4 juin 1971, est un auteur et éditeur de jeux de société suisse.

## Biographie
Sébastien Pauchon a été joueur professionnel de billard durant six ans et auteur d’un ouvrage intitulé « lebillard.ch, guide complet du billard américain ».
Il est auteur de jeux de société, dont certains ont été primés (lauréat de la Spieleautoren-Stipendium Göttingen en 2005 et du Concours international de créateurs de jeux de société de Boulogne-Billancourt en 2005 et 2006). Il a en outre été nommé au Spiel des Jahres avec Yspahan en 2007 et recommandé en 2008 pour Metropolys et Jamaica (co-créé avec Bruno Cathala et Malcolm Braff), ainsi qu'en 2010 pour Jaipur.
Il fonde en 2006 avec le pianiste de jazz Malcolm Braff la société de « ludoconsulting » GameWorks. Il organise la « première rencontre suisse des créateurs de jeux », à laquelle participent une trentaine de créateurs européens. Depuis lors, cet événement est renouvelé dans le même cadre du Musée suisse du jeu sis au château de La Tour-de-Peilz, qui a également accueilli à quatre reprises les « vernissages » ludiques de ses différentes créations simultanément aux jeux d'autres auteurs ou éditeurs suisses.
En 2013, il met en veille ses propres activités d'éditeur au sein de GameWorks pour rejoindre l'équipe du studio de création ludique Space Cowboys, créé par les fondateurs du groupe Asmodée. Il y tient un rôle de consultant sur le « game design » des jeux en développement.

## Ludographie

### Seul auteur
- Yspahan, 2006, illustré par Arnaud Demaedg, édité par Ystari Games.
- Metropolys, 2008, illustré par Mathieu Leyssenne, édité par Ystari Games.
- Jaipur, 2009, illustré par Alexandre Roche, édité par GameWorks, 
  - Jaipur (réédition), 2019, édité par Space Cowboys.
- Corinth, 2019, illustré par Julio Cesar, édité par Days of Wonder.

### Avec Bruno Cathala
- Oliver Twist, 2017, illustré par Maud Chalmel, édité par Purple Brain.
- Sobek 2 Joueurs, 2021, illustré par Naïade, édité par Catch Up Games.

### Avec Hadi Barkat
- Cantuun, 2010, illustré par Nathalie Rais, édité par Helvetiq.
- SwissIQ, 2013, illustré par Agathe Altwegg, édité par Helvetiq.
- MusicIQ, 2014, illustré par Agathe Altwegg, édité par Helvetiq.
- BeerIQ, 2014, illustré par Lucas Guidetti Perez, édité par Helvetiq.
- FranceIQ, 2016, illustré par Florian Bellon, édité par Helvetiq.
- Grand Tour Europe, 2016,  édité par Helvetiq.
- Grand Tour USA, 2018, édité par Helvetiq.
- SportIQ, 2018, édité par Helvetiq.
- BabyIQ, 2018, édité par Helvetiq.
- Team Up!, 2018, édité par Helvetiq.
- Geographica, 2020, illustré par Odile Sageat, édité par Helvetiq.

### Avec  Laurent Escoffier
- Corto, 2013, illustré par Hugo Pratt, édité par Matagot et Ludocom.
  - Corto - Les Secrets De Venise (extension), 2014
- Un dernier Donjon pour la Route, 2019, illustré par Matthieu Martin, édité par Ludocom.

### Avec Ismaël Perrin
- The River, 2018, illustré par Andrew Bosley, édité par Days of Wonder.

### Avec Malcolm Braff et Bruno Cathala
- Animalia, 2006, illustré par Mathieu Leyssenne, édité par GameWorks.
- Jamaica, 2007, illustré par Mathieu Leyssenne, édité par GameWorks.
  - Jamaica - The Crew (extension), 2017
- Helvetiq, 2008, illustré par Karen Ichters, édité par Helvetiq.
- Belgotron, 2009, illustré par Urka, édité par Hevetiq.
- Krobs, 2018,  illustré par Vincent Dutrait, édité par GameWorks
- MyKrobs, 2021,  illustré par Vincent Dutrait, édité par IMUL.

### Avec Malcolm Braff et Dominique Ehrhard
- Kimaloé, 2008, illustré par Denis Kormann, édité par GameWorks.

### Avec Frank Crittin et Grégoire Largey
- Seals, 2018, illustré par Vincent Dutrait, édité par Mandoo Games.
- Wangdo, 2018, édité par Matagot et Mandoo Games
- Ankh'or, 2019, illustré par Gaël Lannurien, édité par Space Cowboys.
- Botanik, 2021, illustré par Franck Dion, édité par Space Cowboys.
- Maui, 2022, illustré par Chris Quilliam, édité par Next Move.
- The Grand Kiwiz, 2022, illustré par Mary Pumpkins, édité Studio H.
- Champions!, 2023, édité par Repos Prod.
- Tower Up, 2024, édité par Monolith Retail.

## Illustrateur
Hogar, 2005, de Bruno Cathala, co-illustré avec Christel Espié, édité par Jeux sur un plateau.

## Editeur

### Avec GameWorks
- Kimaloé, 2008, illustré par Denis Kormann, édité par GameWorks.
- Jaipur, 2009, illustré par Alexandre Roche, édité par GameWorks,
- Water Lily, 2010, de Dominique Ehrhard, illustré par Vincent Dutrait.
- Sobek, 2010, de Bruno Cathala, illustré par Mathieu Beaulieu.
- Tikal II, 2010, de Wolfgang Kramer et Michael Kiesling, illustré par Vincent Dutrait.
- Bonbons, 2011, de Marc André, illustré par Mathieu Leyssenne.
- Tschak !, 2011 de Dominique Ehrhard, illustré par Vincent Dutrait.
- Pix, 2012, de Laurent Escoffier et David Franck.
- Crazy Circus, 2014, de Dominique Ehrhard, illustré par François Bruel.
- Krobs, 2018, édité par GameWorks

### Avec Space Cowboys
- Crossing, 2013, de Yoshiteru Shinohara, illustré par Charlène Le Scanff.
- Splendor, 2014, de Marc André, illustré par Pascal Quidault.
- Black Fleet, 2014 de Sebastian Bleasdale, illustré par Denis Zilber.
- Elysium, 2015, de Matthew Dunstan et Brett J. Gilbert.
- T.I.M.E Stories, 2015, de Manuel Rozoy, illustré par Benjamin Carré, David Lecossu et Pascal Quidault
- Via Nebula, 2016, de Martin Wallace, illustré par Vincent Joubert.
- Final Touch, 2016, deMike Elliott, illustré par Pandaluna Studio Hookipa.
- Hit Z Road, 2016, de Martin Wallace.